# Eternal Quest
Eternal Quest é um jogo eletrônico de RPG produzido pela Midas Entertainment para Playstation 2 no ano de 2003.